# Абрамян, Дереник Ншанович
Дереник Ншанович Абрамян (8 мая 1946, Ереван, Армянская ССР, СССР — 2 июня 2001, Москва, Россия) — армянский учёный. Доктор психологических наук (1994 г.), профессор (1996 г.). Народный депутат СССР (1989-1991). 

## Биография
В 1970 году окончил Ереванский государственный университет по специальности «филолог, учитель русского языка и литературы». В 1971-1973 голдах прошёл стажировку в НИИ общей и педагогической психологии АПН СССР. Верунвшись в Ереван, начал работать в должности младшего научного сотрудника проблемной лаборатории психологии Армянского государственного педагогического института  имени X.  Абовяна, в 1978 году продолжил  работу там же в должности старшего научного сотрудника. А с 1982 по 1990 год  возглавлял эту же лабораторию. Кандидат в члены КПСС или член КПСС. 
В 1989 году избран Народным депутатом СССР от Общества друзей кино СССР при квоте в 1 мандат. С 1990 года — председатель подкомитета Комитета Верховного Совета СССР по охране здоровья народа.
С 1992 года начальник отдела по связям с религиозными организациями Всероссийской ассоциации «Поминовение».
В 1991-1993 годах - главным специалистом Конституционной комиссии России, в 1993-1997 годах. , заместитель председателя ЦИК РФ, одновременно инициатор и ответственный секретарь государственной программы совершенствования избирательной системы РФ.
В 1994 году Д. Н. Абрамяном была опубликована монография «Общепсихологические основы художественного творчества (теоретико-методологические аспекты проблемы)». В 1995 году защитил по теме этой монографии докторскую диссертацию в Психологическом институте Российской Академии образования. 
Начиная с 1994 года сотрудник Центральной избирательной комиссии РФ, вначале занимал должность консультанта информационно-аналитического отдела, затем стал начальником отдела повышения квалификации организаторов выборов Управления информационно-аналитического обеспечения Центральной избирательной комиссии. Один из основных разработчиков Федеральной целевой программы повышения правовой культуры избирателей и организаторов выборов. В мае 2001 года стал тветственным секретарем Координационного совета по реализации программы повышения правовой культуры избирателей и организаторов выборов.
Работы касаются политической психологии, избирательных технологий, культуры и социальной сферы и др.

## Членство в общественных организациях
- Член правления Международного центра профилактики стресса РАМН.
- Член правления Благотворительного фонда имени К. С. Станиславского.
- Член Союза кинематографистов России.

## Научные труды
- Об особенностях художественного творчества: Научно-методологическое пособие для преподавателей и аспирантов, Ер., 1979.
- Специфика художественного воображения и проблемы психологии личности, М., 1985.
- Художественная культура и духовный рост личности, Ереван, Издат. "Знание" АрмССР 19 с., 1988.
- Գեղարվեստական մշակույթը և անձի հոգևոր զարգացումը, 1988։
- Общепсихологические основы художественного творчества: (Теорет.-методол. аспекты пробл.), М. Б. и., 321,[1] с. 22 см, 1994.
- около 60 работ о психологии художественного творчества.